# Jump5
I Jump5 sono stati un gruppo musicale pop/CCM statunitense attivo dal 1999 al 2007.

## Storia del gruppo
Il gruppo è nato nel 1999 a Nashville (Tennessee) e ha firmato il suo primo contratto con la Sparrow Records. Nell'agosto 2001 ha pubblicato l'album d'esordio, l'eponimo Jump5. Il disco è stato riedito nel 2002. Hanno fatto seguito altri tre album dal 2002 al 2004.
Il gruppo ha partecipato a diverse compilation DisneyMania della Walt Disney Records e ha collaborato dal vivo con artisti o gruppi del Disney Channel Circle of Stars. Nel gennaio 2004 è diventato un quartetto.
Nel settembre dello stesso anno è uscito il primo album come quartetto ossia Dreaming in Color. Nel marzo 2005 è uscita una raccolta a cui ha fatto seguito un album natalizio. Nell'ottobre 2007 è uscito Hello & Goodbye (Slanted Records).
Nel novembre 2007 è uscito un nuovo album natalizio
La band ha tenuto l'ultimo concerto a Nashville il 16 dicembre 2007, data in cui si è sciolta ufficialmente.

## Membri
- Brandon Hargest
- Brittany Hargest
- Chris Fedun
- Lesley Moore
- Libby Hodges (fino al 2004)
- Natasha Noack (2004)

## Discografia
Album studio
- 2001 - Jump5
- 2002 - All the Time in the World
- 2003 - Accelerate
- 2004 - Dreaming in Color
- 2007 - Hello & Goodbye

Album natalizi
- 2002 - All the Joy in the World
- 2005 - Rock This Christmas

Album compilation
- 2005 - The Very Best of Jump5
- 2005 - Shining Star

Remix
- 2004 - Mix It Up
- 2007 - Christmas Like This (solo digitale)

## Video
- Jump5 (2002)
- All the Time in the World (2002)
- Start Dancin' with Jump5 (2003)
- Jump5: Hello & Goodbye (Limited Edition) (2007)